# 落合庄治郎
落合 庄治郎（おちあい しょうじろう、1947年 - ）は、日本の材料工学者。京都大学名誉教授。元日本金属学会会長。

## 人物・経歴
1971年京都大学工学部冶金学科卒業。1976年京都大学大学院工学研究科博士課程修了、工学博士。1977年京都大学工学部助手。1987年京都大学工学部助教授。1992年京都大学工学部教授。1996年日本複合材料学会理事。1998年京都大学大学院工学研究科教授。2003年京都大学国際融合創造センター教授、日本材料学会理事。2011年日本金属学会会長。2012年定年退職、京都大学名誉教授。

## 受賞
- 日本金属学会功績賞 1992年[2]
- 強化プラスチック協会論文賞 1996年[2]
- 材料学会論文賞 2001年[2]